# Guillaume Joli
Guillaume Joli (Lyon, 27. ožujka 1985.), francuski rukometni reprezentativac koji trenutno igra zea Chambéry Savoie Handball na poziciji desnog vanjskog. 
Profesionalno karijeru započinje 1998. godine u klubu Tassin la demi-lune, iz kojeg nakon dvoje godine odlazi u Villefranche na Saôni. Nakon dvije godine u Villefrancheu, 2002. godine prelazi u Grand Lyon Villeurbanne iz kojeg 2004. prelazi u Chambéry Savoie gdje igra i danas. Nosi dres s brojem 26. 
Za reprezentaciju je debitirao 16. lipnja 2006. protiv Španjolske. Iako od 2006. stoji na širem popisu, Joli je prvi puta na velikom natjecanju zaigrao 2009. na svjetskom prvenstvu u Hrvatskoj gdje je s Francuskom osvojio zlato. Izbornik Claude Onesta poziva ga i na europsko prvenstvo 2010. u Austriji gdje preuzima ulogu prvog izvođača sedmeraca u momčadi. U drugom je krugu, protiv Njemačke, postigao čak 7 pogodaka iz sedmeraca (promašivši samo jedan) i time bio najbolji strijelac Francuske na utakmici koju je pobijedila 24:22.